# WACS
Ne doit pas être confondu avec Women's Army Corps.

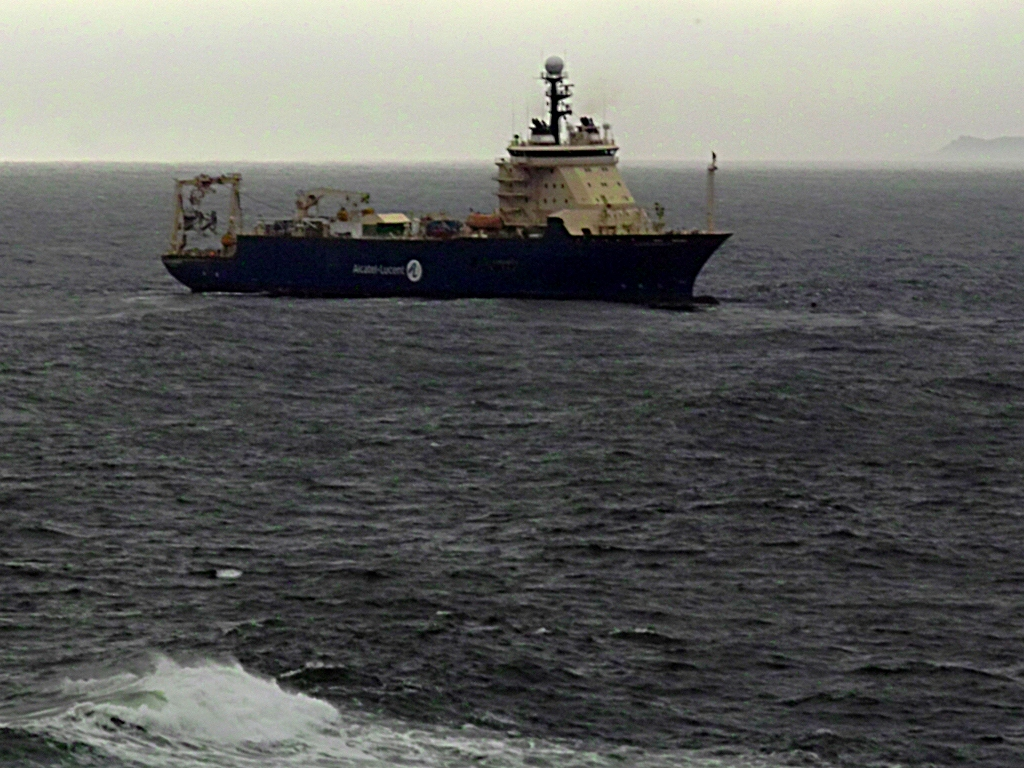
Le bateau poseur de câbles l'Île de Bréhat près d'Yzerfontein le 24 avril 2011.

WACS (West Africa Cable System, soit Système de Câble ouest-africain) est un câble sous-marin construit par Alcatel-Lucent et reliant l'Afrique du Sud au Royaume-Uni en passant par l'océan Atlantique, au large de l'Afrique. Le câble se compose de quatre paires de fibres et mesure 14 530 km de longueur, reliant Yzerfontein dans le Cap occidental à Highbridge en Angleterre. Il dispose de 14 terminaux : 12 en Afrique et 2 en Europe, permettant de relier de nombreux pays africains à Internet. Son coût total de mise en place est de 650 millions de dollars. Originellement, WACS s'appelait Africa West Coast Cable (AWCC), soit câble côtier de l'ouest de l'Afrique, et devait également desservir l'Amérique du Sud, mais cela a été abandonné.

## Points de sortie
Le câble comporte 14 connexions :

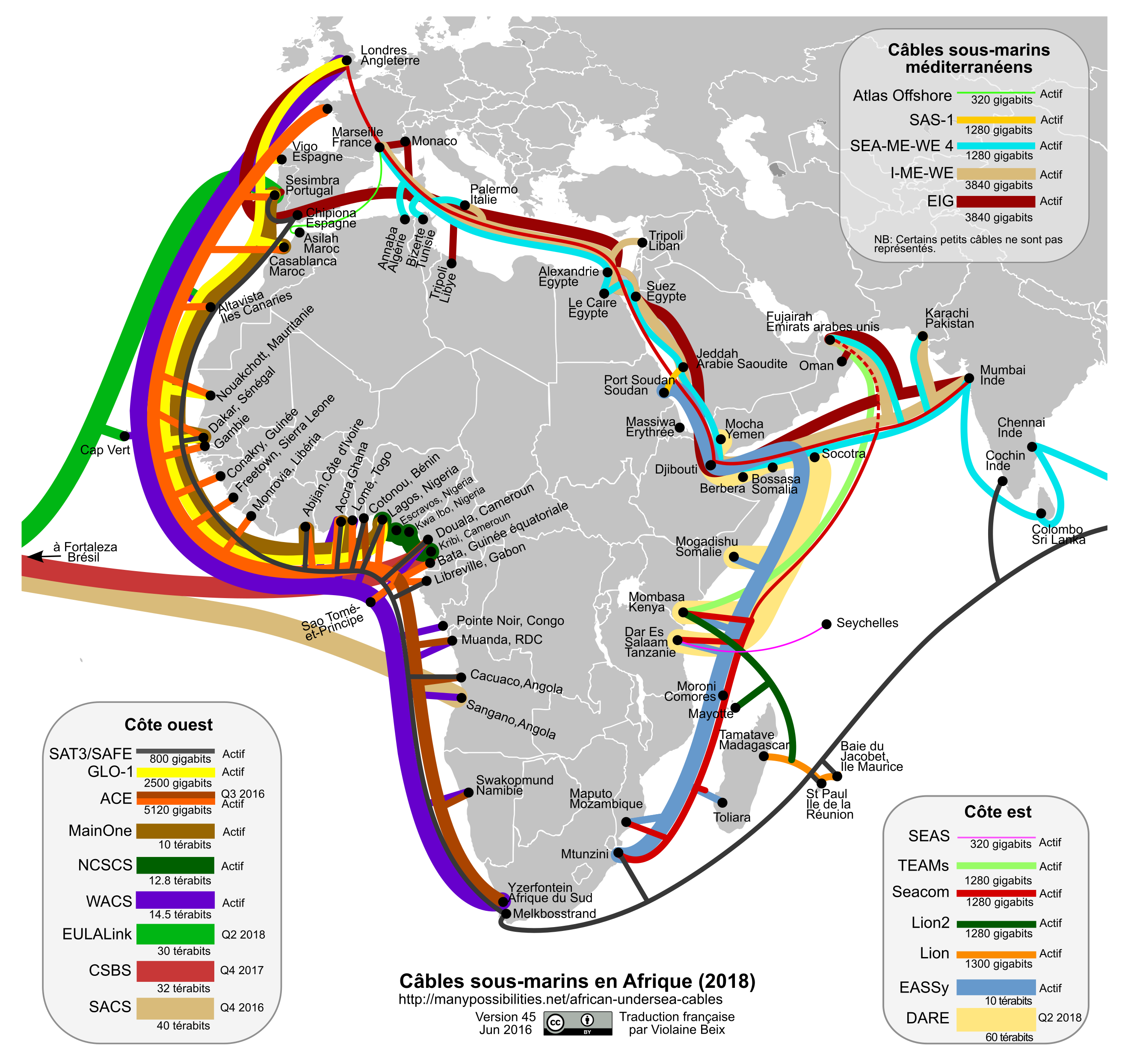
Le câble WACS est représenté en violet.

1. Afrique Du Sud, Yzerfontein (province du Cap occidental)
2. Namibie, Swakopmund[3]
3. Angola, Sangano près de Luanda
4. République démocratique du Congo, Muanda
5. République du Congo, Matombi, près de Pointe-Noire
6. Cameroun, Limbé, près de Douala
7. Nigeria, Lekki, près de Lagos
8. Togo, Afidenyigba près de Lomé
9. Ghana, Nungua près d'Accra
10. Côte D'Ivoire, Abidjan
11. Cap-Vert, Palmarejo, près de Praia
12. Îles canaries, Telde, près de Las Palmas
13. Portugal, Sesimbra près de Seixal
14. Royaume-Uni, Brean près de Highbridge (liaison jusqu'à Londres)

Les autres câbles desservant l'Afrique du Sud terminent à Melkbosstrand ou Mtunzini : le câble WACS a été débarqué à Yzerfontein afin de réduire le risque d'isolement complet du reste du monde en cas de problème.

## Débit
En 2008, lors  de la conception de WACS, la capacité de 3,84 Tbit/s de débit était prévue.
Lors de la livraison en 2012, ce chiffre est porté à 5,12 Tbit/s.
Une mise à jour du système de codage  et de modulation permet de passer à 14,5 Tbit/s. À son lancement, on estime que les capacités de connexion de l'Afrique augmentent de 23 %.

## Innovations
Au lieu d'alimenter les 236 amplificateurs optiques sous-marins et les 12 divisions par un seul câble, ce qui nécessiterait dans les 24 000 V (courant continu), deux alimentations distinctes sont préférées, une pour le nord du câble, une autre pour le sud. Ainsi, la tension nécessaire n'est plus que de 12 000 V. Les dispositifs de séparation de la fibre sont conçus pour qu'en cas de défaillance le réseau soit toujours fonctionnel. Les stations au sol n'arrêtent pas la lumière, permettant une mise à jour éventuelle du réseau.

## Construction et propriété
Plusieurs sociétés sud-africaines ont investi dans WACS. Le groupe MTN a investi 90 millions de dollars dans le câble, ce qui en fait le plus gros investisseur et le propriétaire de 11 % de la capacité initiale du câble.
- Groupe MTN : opérateur mobile régional
- Neotel : second fournisseur d'accès fixe
- Telkom South Africa : opérateur historique
- Vodacom : opérateur mobile régional
- Gateway communication : transitaire et fournisseur de services pan-africain
- Broadband Infraco : société d'État d'infrastructures télécom

Le 8 avril 2009, douze sociétés signent un accord pour la construction et la maintenance de WACS :
1. Vodacom
2. Togo Telecom
3. Telkom SA
4. Telecom Namibia
5. Tata Communications/Neotel
6. Portugal Telecom/Cabo Verde Telecom
7. Office congolais des postes et télécommunications
8. Groupe MTN
9. Congo Telecom
10. Cable & Wireless Worldwide
11. Broadband Infraco
12. Angola Câbles

Le contrat de fourniture a été signé le même jour entre les membres du consortium et Alcatel-Lucent Submarine Networks.
La pose de câbles commence le 15 juillet 2010 par le départ de l'Île de Bréhat de l'usine de câbles Alcatel-Lucent de Calais, chargé avec près de 6 000 km de câbles sous-marins.
Le câble a été posé par l'Île de Bréhat et son navire-jumeau l'Île de Sein. La pose se termine officiellement le 19 avril 2011 par la pose du câble à Yzerfontein, après moins de 10 mois en mer.
Le câble est devenu opérationnel le 11 mai 2012 par son illumination en Afrique du Sud.